# Yoshiyuki Kobayashi
Yoshiyuki Kobayashi (小林 慶行?, Kobayashi Yoshiyuki; Saitama, 27 gennaio 1978) è un allenatore di calcio ed ex calciatore giapponese, di ruolo centrocampista, tecnico del JEF United.